# Schönbach (Dolní Rakousy)
Schönbach je městys v Rakousku ve spolkové zemi Dolní Rakousy v okrese Zwettl. Žije v něm 825 obyvatel (podle sčítání z roku 2016).

## Poloha
Schönbach se nachází v západní části spolkové země Dolní Rakousy v regionu Waldviertel. Leží asi 18 km jihozápadně od Zwettlu. Jeho rozloha činí 34,79 km², z nichž 58,6 % je zalesněných.

### Členění
Území městyse Schönbach se skládá z deseti částí (v závorce uveden počet obyvatel k 1. lednu 2015):
- Aschen (63)
- Dorfstadt (85)
- Fichtenhöfen (23)
- Grub im Thale (19)
- Klein-Siegharts (66)
- Lengau (21)
- Lichtenau (26)
- Lohn (163)
- Pernthon (75)
- Schönbach (284)

## Historie
V roce 1351 byl Schönbach uveden jako městys a od 14. století se stal součástí panství Rappottenstein. Od 15. století byl díky milostivé sošce Panny Marie oblíbeným poutním místem. Roku 1698 zde Jeronymité založili klášter, který za Josefa II. nebyl zrušen. Jeho členové však v roce 1828 vymřeli, neboť neměli nové členy.

## Galerie

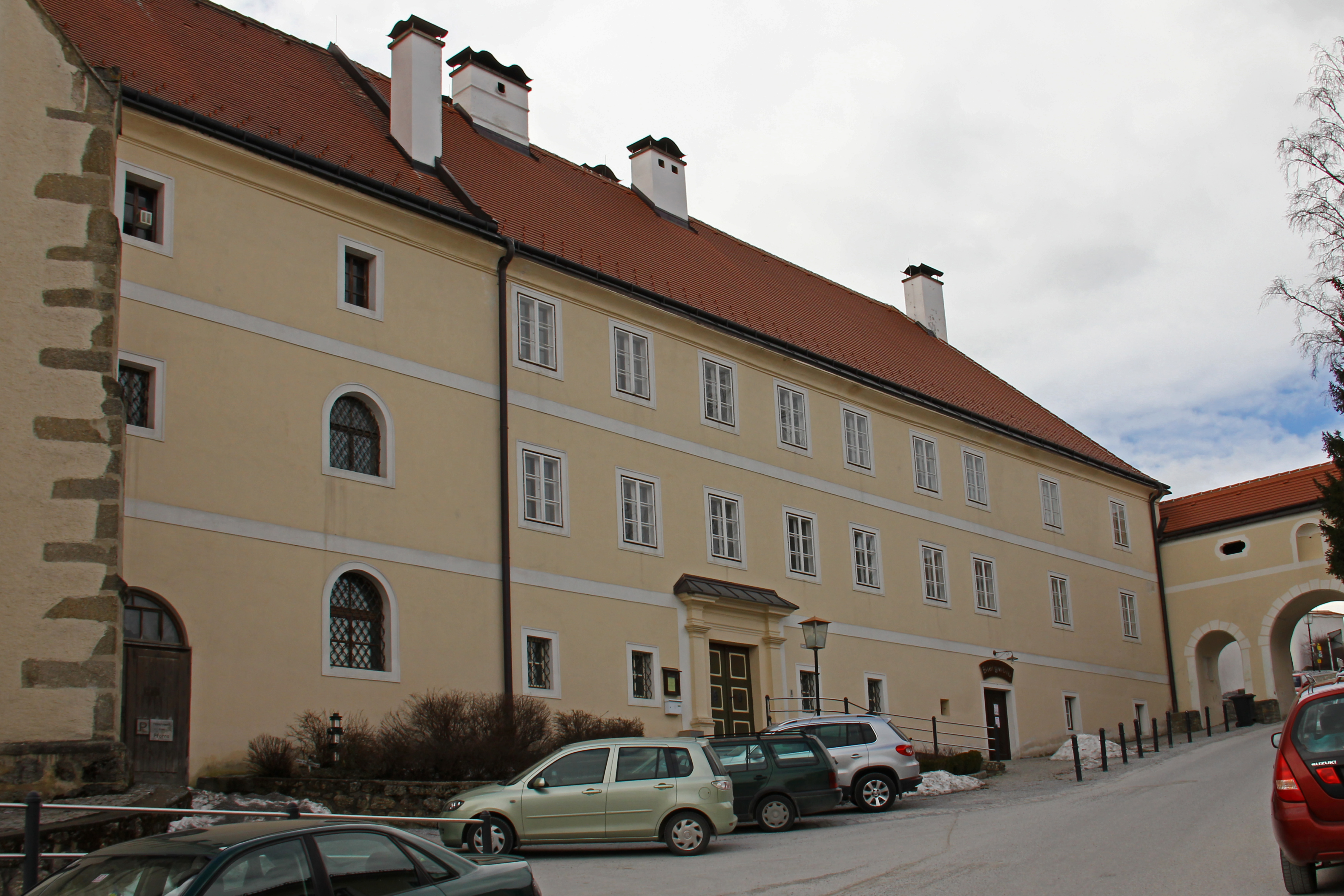
Někdejší klášter Jeronymitů
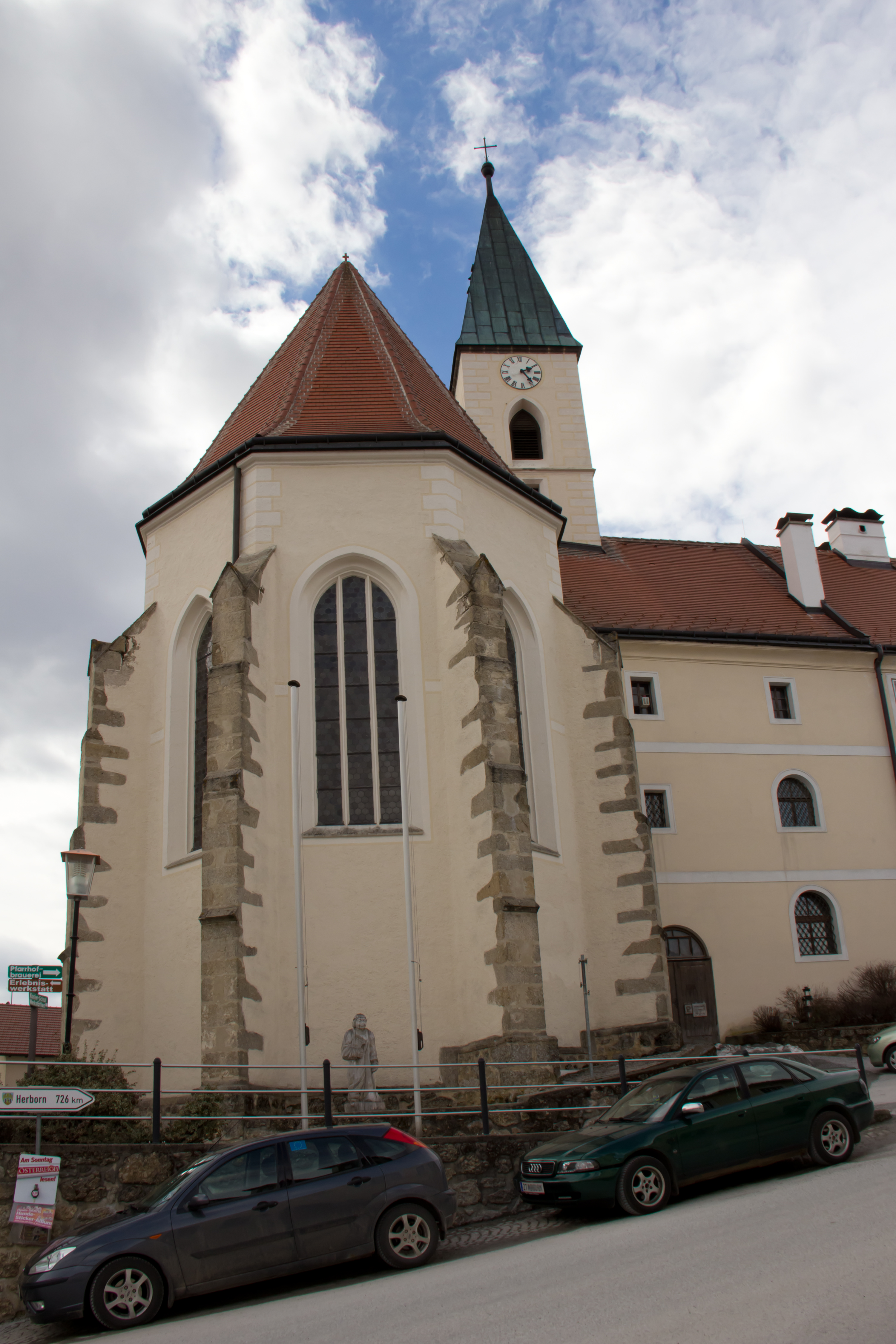
Farní kostel v Schönbachu
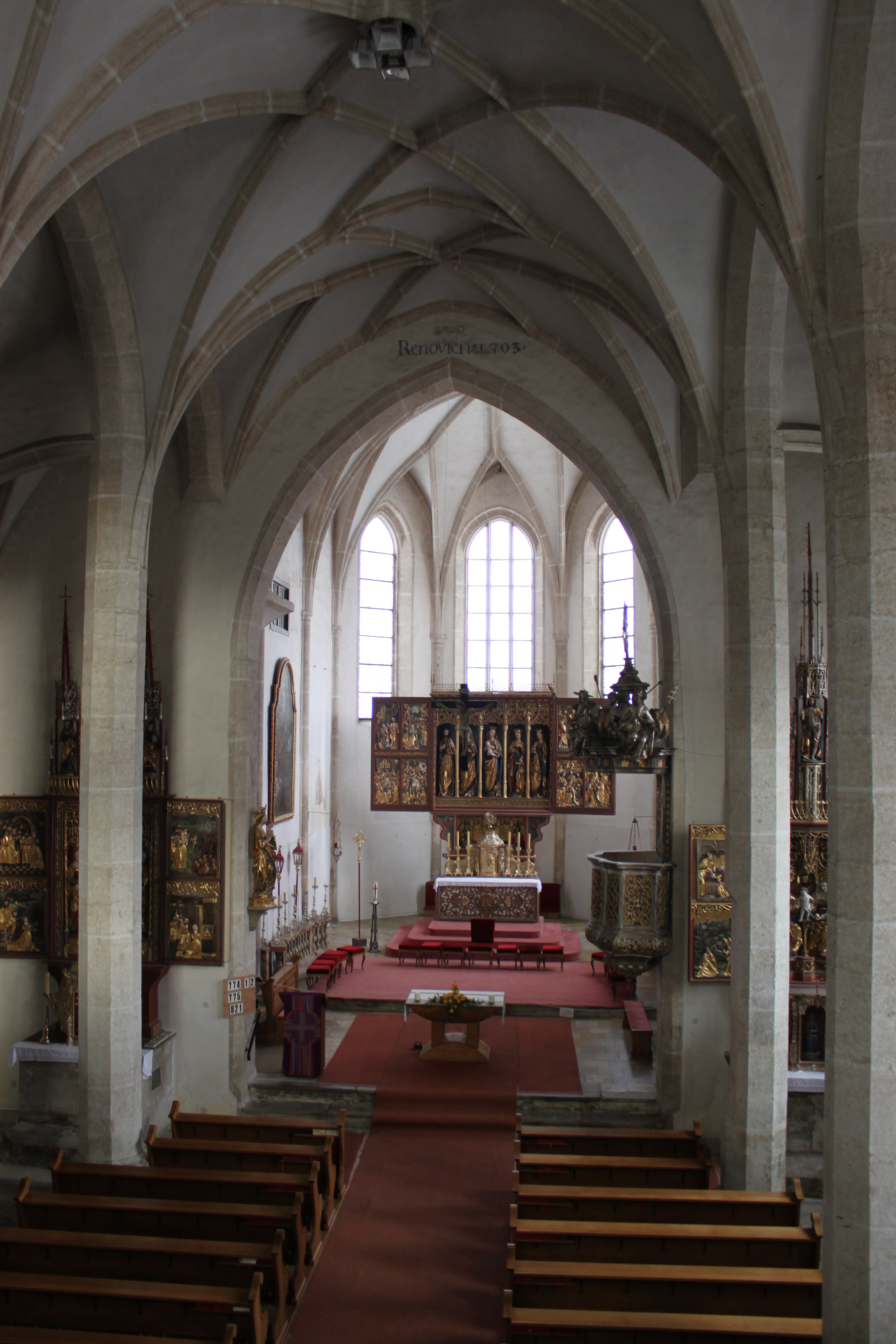
Farní kostel v Schönbachu (interiér)
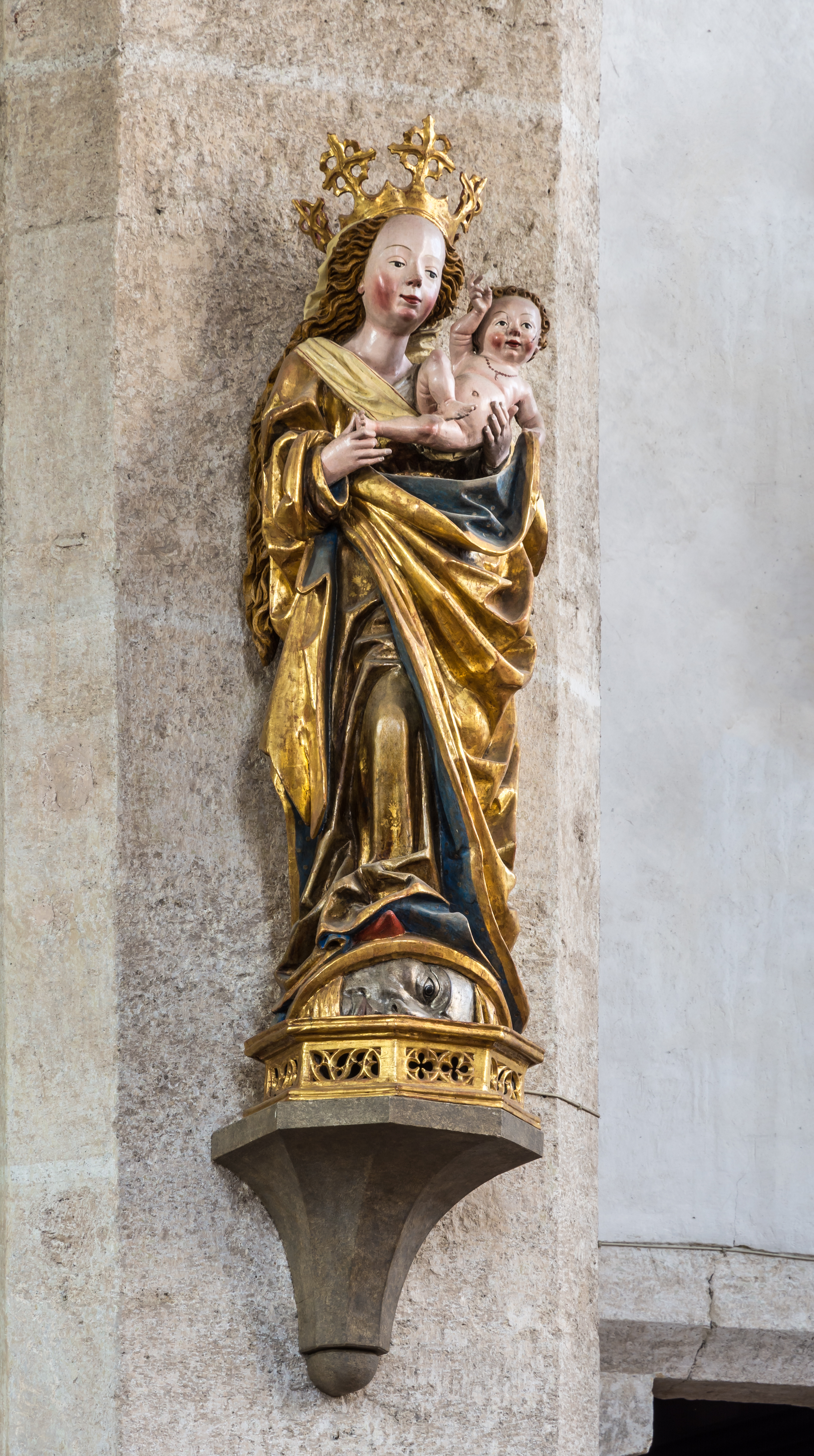
Milostivá soška Panny Marie ve farním kostele v Schönbachu